# Villa Las Maravillas
La maison dite villa Las Maravillas, anciennement villa Saint-Charles, est l’une des quinze villas balnéaires répertoriées patrimoine exceptionnel de la commune de La Baule-Escoublac, dans le département français de la Loire-Atlantique. Construite en 1926 par Paul-Henri Datessen et André Marganne, il s’agit d’une villa de style dissymétrique d'inspiration médiévale située dans le lotissement Hennecart.

## Localisation
La villa est située au 1, avenue des Mélilots, dans une vaste parcelle boisée, bordée par l’allée des Hêtres à l’ouest, dans le lotissement Hennecart de La Baule-Escoublac. 
Ce lotissement porte le nom du comte Jules Hennecart, inspecteur de la construction du chemin de fer. Propriétaire de 46 ha de dunes, avec son associé Édouard Darlu, il confie en 1871 la conception du plan d’ensemble à l’architecte Georges Lafont, du front de mer jusqu’à l’ancienne gare, alors située à l’emplacement de l’actuel jardin de la Victoire. Le lotissement s’étend de part et d’autre de l’actuelle avenue du Général-De-Gaulle, perpendiculaire à la plage, avec à l’est, le quartier des arbres et à l’ouest, celui des oiseaux.

## Patrimoine de La Baule-Escoublac
La zone de protection du patrimoine architectural, urbain et paysager (ZPPAUP) de La Baule-Escoublac rassemble 6 871 bâtiments, parmi lesquels 15 villas sont distinguées en patrimoine exceptionnel ; 699 autres sont recensées en patrimoine remarquable à conserver et 1 741 en patrimoine d’accompagnement essentiel.

## Historique
La maison a été construite sur les plans dessinés par les architectes parisiens Paul-Henri Datessen et André Marganne en 1926,. Elle s'est d'abord appelée villa Saint-Charles.
Le fonds Le Gouic dispose d'un plan de la villa dans son état initial.

## Architecture
La villa est d'inspiration médiévale. Les façades qui donnent sur les voies sont d'un aspect complexe, avec des avancées et des décrochements, des balcons et des ouvertures ornées de pierres appareillées, de chaînages alternant briques et moellons et de bois,. La toiture est en ardoise et les murs en moellons.